# Fulton County, Pennsylvania
Fulton County är ett administrativt område i delstaten Pennsylvania i USA, med 14 845 invånare. Den administrativa huvudorten (county seat) är  McConnellsburg. 

## Politik
Fulton County tenderar att rösta på republikanerna i politiska val.
Republikanernas kandidat har vunnit rösterna i countyt i samtliga presidentval sedan valet 1940 utom valet 1964 då demokraternas kandidat vann med ungefär 10 procents marginal. I valet 2016 vann republikanernas kandidat Donald Trump countyt med 83,5 procent av rösterna mot 13,4 för demokraternas kandidat (ca 70 procents marginal), vilket är den största segermarginalen i countyt för en kandidat genom alla tider.

## Geografi
Enligt United States Census Bureau har countyt en total area på 1 134 km². 1 133 km² av den arean är land och 1 km² är vatten.

### Angränsande countyn
- Huntingdon County - norr
- Franklin County - öst
- Washington County, Maryland - söder
- Allegany County, Maryland - sydväst
- Bedford County - väst